# Allyn-Grapeview
Allyn-Grapeview é uma Região censo-designada localizada no estado norte-americano de Washington, no Condado de Mason.

## Demografia
Segundo o censo norte-americano de 2000, a sua população era de 2004 habitantes.

## Geografia
De acordo com o United States Census Bureau tem uma área de 
35,7 km², dos quais 21,9 km² cobertos por terra e 13,8 km² cobertos por água.

## Localidades na vizinhança
O diagrama seguinte representa as localidades num raio de 24 km ao redor de Allyn-Grapeview. 